# Газовая улица (Казань)
Газовая улица (тат. Газ урамы, Gaz uramı) — небольшая улица в Приволжском районе Казани. Названа в честь Казанского газового завода, основанного в 1874 году инженером Сергеем Башмаковым и прекратившего существование вскоре после Гражданской войны.  

## География
Пересекается со следующими  улицами:
- улица Качалова
- Спартаковская улица[вд]
- улица Павлюхина

Ближайшие параллельные улицы: Ипподромная и 2-я Газовая. Ближайшая станция метро — «Суконная слобода». Улица имеет по одной полосе движения в каждом направлении.

## История
Возникла не позднее 2-й половины XIX века. До революции 1917 года делилась на 2 части: Газовая улица (отрезок от ул. Задне-Георгиевской до ул. Малое Польце) и Односторонка Газовой или Односторонка Газовой ближняя (от ул. Малое Польце до ипподрома, проходила чуть севернее современной улицы); обе улицы относились к 4-й полицейской части.
В 1914 году постановлением Казанской городской думы ул. Односторонка Газовой ближняя была переименована в Вятскую улицу, но фактически это название не использовалось. Современное название было присвоено 2 ноября 1927 года.
Ко второй половине 1930-х годов на улице находилось 22 домовладения: №№ 1–17 по нечётной стороне и №№ 2–26 по чётной стороне. Большинство домов были частными, 2 дома принадлежало домоуправлениям, дом № 20 занимало общежитие валяльно-войлочного комбината, дом № 17 принадлежал трампарку, а дом № 24 занимали ясли № 35.
Застройка улицы многоквартирными домами со сносом большинства частных домов началась в 1950-х – 1960-х годах; часть этих домов (малоэтажные сталинки), в свою очередь, были снесены в рамках программы ликвидации ветхого жилья в конце 1990-х – начале 2000-х годов.
В первые годы советской власти административно относилась к 4-й части города; после введения в городе административных районов относилась к Бауманскому (до 1935), Молотовскому (1935–1942), Свердловскому (1942–1956) и Приволжскому (с 1956 года) районам.

## Примечательные объекты
- № 4 — жилой дом завода «Искож».[21]
- №№ 7, 7а — жилые дома учебно-производственного предприятия № 1 общества слепых.[22][23]
- № 10/86, 12, 14, 16 — жилые дома валяльно-войлочного комбината (снесены).[24][25][26][27]
- № 18 — мечеть «Энилер».[28]
- № 19 ― Российский исламский институт и общежитие при нём; ранее это здание занимал Всесоюзный научно-исследовательский институт технологии насосного машиностроения (ВНИИТнасосмаш).[29]
- № 24 ― это здание в разное время занимали детская больница № 4 (до конца 1970-х) и медсанчасть завода резино-технических изделий, в 1984 году преобразованная в городскую больницу № 21.[22][29]

## Галерея

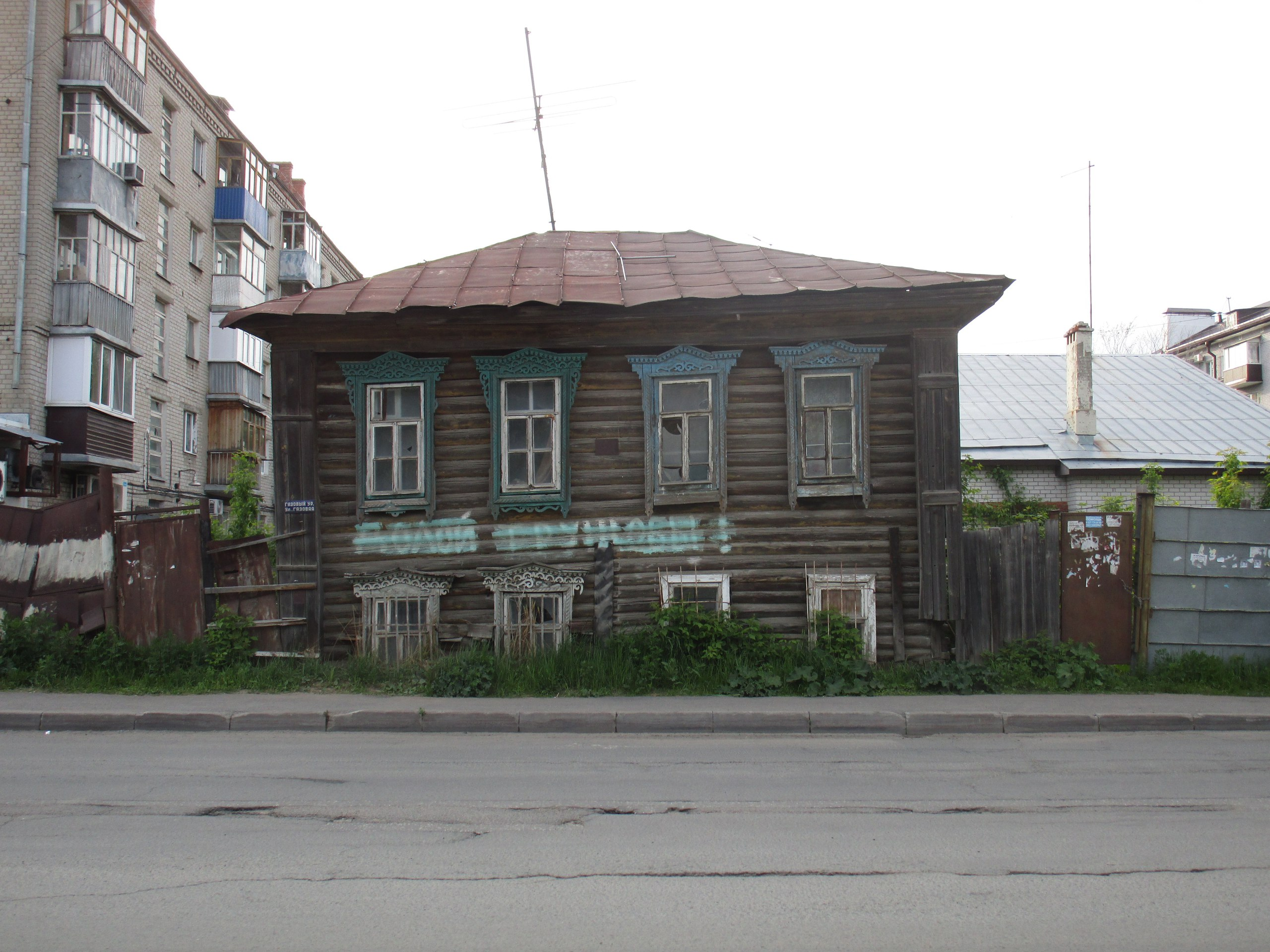